# Глухавица
Глухавица (на сръбски: Глухавица) е село в Сърбия, разположено в община Тутин, Рашки окръг. Намира се на 854 метра надморска височина. Населението му според преброяването през 2011 г. е 249 души. При преброяването на населението през 2002 г. има 265 жители, от тях 265 (100,00 %) бошняци.
Намира се в най-югозападния край на новопазарското поле по поречието на Себичевска река – приток на река Рашка. През 2011 г. Глухавица има 265 жители, всички декларирали се като бошняци.
Първото споменаване на средновековния рудник със селището е в хрисовул на крал Стефан Милутин от годините 1313 – 1316. С фрагментирането на Душановото царство, Глухавица остава под властта на Косовското деспотство, а след косовската битка е в османски ръце, заедно с близкостоящата и охраняващата рудника и селището крепост Елеч. След битката при Никопол, Глухавица е отстъпена във владение на Стефан Лазаревич, заради оказаната от него неоценима военна помощ на султан Баязид I. Това статукво се запазва до самия край на Моравското деспотство в 1459 г. Властта на моравския деспот над рудника със селището не пречи през землището да преминава известния босненски удж от Скопие, който завършил със завоюване на Босна. 
В архивата на Дубровник се е запазило копие от едно писмо на управата на града до кадията на Глухавица с дата 28 март 1396 г., от което може да се съди за това, че Глухавица е била под османска власт още преди битката при Никопол. Писмото е в отговор на запитване на кадията на Глухавица. Отговорът е запазен и е написан на сръбска редакция на старобългарския език, докато писмото на кадията на Глухавица не е запазено, за да се прецени на какъв език е написано. 
До съвременното село се намирал един от най-значимите османски железни рудници със същото име. Рудникът имал ключово и стратегическо значение за османската икономика и военно дело, както и за възникването и развитието на близкото Търговище, а от 1461 г. и на Нови пазар (Сърбия). Глухавица е важен османски рудник със селище в Румели, упоменат и в законника на Сюлейман Великолепни, чието съществуване и местонахождение е отразявано на всички късно-средновековни географски карти на Балкана. 

## Население
Численост на населението според преброяванията през годините:
- 1948 – 290 души
- 1953 – 385 души
- 1961 – 314 души
- 1971 – 308 души
- 1981 – 349 души
- 1991 – 261 души
- 2002 – 265 души
- 2011 – 249 души